# Nyimasata Sanneh-Bojang
Nyimasata Sanneh-Bojang (* 1941 in Brufut; † 15. Juli 2015) (Vorname auch als „Nyima Sata“ geschrieben) war eine Politikerin und Ministerin im westafrikanischen Staat Gambia.

## Leben
| Parlamentswahl | Stimmen | Stimmanteil |
| -------------- | ------- | ----------- |
| 1982           | 4.115   | 60,30 %     |
| 1987           | 3.633   | 51,66 %     |

Sanneh-Bojang arbeitete als Lehrerin am Yundum College (heute: Gambia College).
Von 1980 an arbeitete sie bei der Partei People’s Progressive Party (PPP) im Büro für Frauenfragen. 
Sie trat bei den Parlamentswahlen 1982, als einzige Frau bei den Wahlen, für den West Coast Region Distrikt Kombo North an das sie auch gewann. Im Parlament war sie dann 1982 bis 1987 Parlamentarische Staatssekretärin für Gesundheit, Arbeit und Soziales (Parliamentary Secretary of Health, Labour and Social Welfare) und im Ausschuss für Bildung (Parliamentary secretary for education). Bei den Parlamentswahlen 1987 konnte sie den Distrikt noch gewinnen, wurde aber bei den Parlamentswahlen 1992 nicht zur Wahl aufgestellt.
Von der Militärjunta Armed Forces Provisional Ruling Council (AFPRC), der sie sich anschloss, wurde sie im November 1995 als Nachfolgerin von Coumba Ceesay-Marenah zur Ministerin für Gesundheit und Familie (Secretary of State for Health, Social Welfare and Women’s Affairs) ernannt. Sie behielt ihr Amt aber nicht lange und gab es im Juli 1997 an Isatou Njie Saidy ab.
Nach den 2002 bei den Parlamentswahlen wurde sie als Parlamentsmitglied ernannt. Im Juni 2006 wurde sie von der Nationalversammlung als Abgeordnete ins Parlament der Westafrikanischen Wirtschaftsgemeinschaft (ECOWAS) entsandt. Sie folgte damit auf Duta Kamaso, die aus der gambischen Nationalversammlung ausgeschlossen worden war.
Von 2006 bis 2009 gehörte sie dem Vorstand der Frauenrechtsorganisation GAMCOTRAP an.
2007 trat sie als hohe Funktionärin (Administrative Secretary) der Partei Alliance for Patriotic Reorientation and Construction (APRC) in Erscheinung.